# Piz Bernina

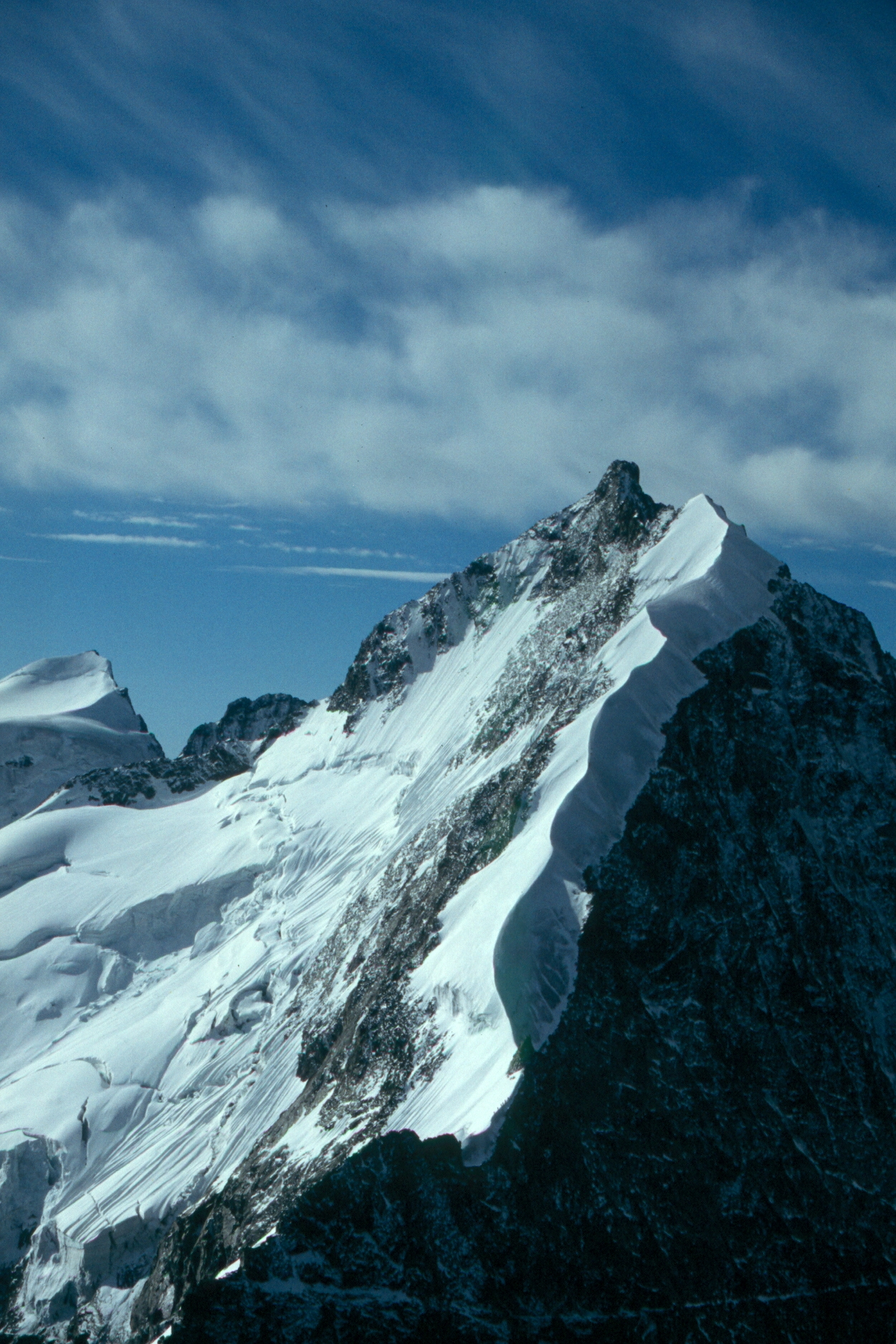
Voorgrond Biancograt, achtergrond Piz Bernina, vanaf Piz Morteratsch

De Piz Bernina is met 4049 meter de hoogste berg van Oost-Zwitserland (in het kanton Graubünden) en de oostelijkste vierduizender van de Alpen.
Vanuit de meeste windrichtingen is de Piz Bernina herkenbaar aan de Biancograt, een met ijs en sneeuw bedekte berggraat, tot 50 graden steil. De Piz Bernina maakt samen met onder andere de Piz Palù en de Bellavista deel uit van het Berninamassief. De top kan onder andere beklommen worden door vanuit het eindstation van de Diavolezza-cabinelift de Piz Palù en de Bellavista-terrassen te overschrijden. Dit is een tocht voor ervaren alpinisten. 'Vlakbij' is de berghut Marco e Rosa gelegen.
Het grootste deel van de afwatering vindt plaats via de Morteratschgletsjer, die via de Flaz in de Inn afwatert. Ter plaatse kan men zien hoever de gletsjer zich sinds ongeveer  1900 heeft teruggetrokken. De Morteratschgletsjer is een toeristische bezienswaardigheid. De Piz Bernina is het hoogste punt van het gehele stroomgebied van de Donau.
De Diavolezza-cabinelift voert vanaf de Berninapas naar een hotel-pension-restaurant en uitzichtpunt op circa 3000 meter.
Aan de voet van de Piz Bernina ligt het bekende dorp Pontresina, bekend om de langlauf-gebieden daar. De Piz Bernina ligt in de gemeente Samedan.

## Doden
De Piz Bernina is een van de gevaarlijkste bergen in de Alpen. Jaarlijks vallen er doden.
- augustus 1907: de Zwitserse chemicus en skipionier Adolfo Kind, afkomstig uit Graubünden, liet het leven tijdens de beklimming van de Piz Bernina.
- 24 juli 2006: een 21-jarige Nederlandse alpinist komt om het leven als hij zich vastgrijpt aan een loszittend stuk rots op de Biancograt, naast de Piz Bernina, op circa 4000 meter hoogte. Hij zat niet vast aan een touw en viel 200 meter naar beneden.[1]
- 30 augustus 2006: een 46-jarige Nederlandse alpinist komt om het leven als hij samen met zijn medebergbeklimmer in een onverwacht noodweer belandt. De twee werden gedwongen de nacht buiten in de hevige sneeuwval door te brengen, aan de Italiaanse zijde van de Piz Bernina. Ze bevonden zich op slechts vijfhonderd meter van de berghut die ze niet hadden kunnen vinden. Toen een van de twee op zoek ging naar de berghut en deze na vier uur vond, werd een reddingsploeg gealarmeerd om naar de Nederlander te zoeken. Toen de reddingsploeg hem vond was hij echter doodgevroren.[2]
- 5 augustus 2007: een 60-jarige Duitser komt om het leven bij een val op de Eselsgrat van de Piz Roseg, op de rand van de Piz Bernina.[3][4]